# Miomir Milovanović
Miomir Tomislav Milovanović ''Kale'' (1949-2006) fue el presidente de la Asamblea Municipal de Paraćin.

## Biografía
Miomir T. Milovanović completó los primeros cuatro años de la escuela primaria en Mirilovac y los siguientes cuatro en la escuela primaria "Đura Jakšić" en Paraćin. También completó su educación secundaria en economía en Paraćin. Se graduó en 1973 en la Facultad de Derecho de Nis. Desde diciembre del mismo año hasta febrero de 1975, trabajó en el Tribunal Municipal de Paraćin. Después de completar su servicio militar, fue empleado en la planta de cemento "Novi Popovac" como asistente legal. Después de algún tiempo, se convirtió en el director de la comunidad laboral de la planta de construcción "13. Octubre" y permaneció en este cargo durante siete años. Después de eso, trabajó durante dos años en este combinado como director de OOUR "Trgovina". En 1983, el comité municipal de la Unión de Comunistas de Paraćin decidió nombrarlo director de la fábrica de calzado "Petrus". En pocos años, bajo su dirección, esta fábrica coopera con empresas italianas y húngaras y emplea a más de 400 trabajadores. Por sugerencia de la Unión Socialista de Trabajadores (SSRN), se postuló para la presidencia de SO Paraćin en 1989. Ese año, el 26 de noviembre, el presidente de la Asamblea Municipal fue elegido por primera vez en referéndum general y obtuvo una contundente victoria. Ocupó el cargo de presidente de SO Paraćin hasta 2000, y en ese año no se volvió a presentar como candidato por enfermedad. Continuó trabajando como Vicepresidente de la Cámara de Comercio Regional hasta 2004 cuando se jubiló. Después de completar el cargo de Presidente de la Asamblea Municipal, también probó suerte en el espíritu empresarial: abrió una granja de gallinas ponedoras en Mirilovac y fue el propietario del café "GOL" en Paraćin. 
Murió en 2006, a los 57 años, después de una enfermedad de una década.